# Dina Bajraktarević
Hajrudina Bajraktarević Nikolić (Doboj, 19. mart 1953), profesionalno poznata kao Dina Bajraktarević, bivša je bosanskohercegovačka pevačica i mlađa sestra pevačica Silvane Armenulić́ i Mirjane Bajraktarević, koje su poginule u saobraćajnoj nesreći 1976. godine.

## Rani život i porodica
Hajrudina Bajraktarević rođena je u Doboju, SR Bosna i Hercegovina, u SFR Jugoslaviji u muslimanskoj bošnjačkoj porodici sa trinaestoro dece. Otac joj je bio Mehmed Bajraktarević (1909–1966), lokalni slastičar, a majka Hajrija (1916–2008). Hajrudina sestra Silvana (rođena Zilha) počela je da peva u ranom dobu, ali njihov otac, nije podržavao njenu pevačku karijeru.
Dina je imala brata po imenu Hajrudin koji je umro dve nedelje nakon što ga je pas napao 1940-ih. Nakon smrti njenog brata, njen otac je utehu pronašao u alkoholu i samoći, zanemarujući porodicu i posao. Po zatvaranju poslastičarnice njenog oca, porodica je mnogo patila. U porodici od trinaestoro dece bile su sestre Hajrudina, Zilha (Silvana), Abida, Mirsada i Ševka, te braća Hajrudin, Muhamed, Izudin, Abudin i Ismet. Sin njene najstarije sestre Ševke, Sabahudin Bilalović postao je profesionalni košarkaš koji je preminuo u 43. godini od srčanog udara na plaži dok je plivao sa sinom. Deset godina kasnije, Ševka i njen suprug Lutvo umrli su prirodnom smrću u septembru 2013. godine, u razmaku od samo nekoliko dana.
Godine 1955. Silvana se sa 16 godina preselila u Sarajevo, gde je živela sa tetkom i za novac pevala u lokalnim kafanama. Na kraju je postigla profesionalnu pevačku karijeru, zahvaljujući kojoj je obezbedila sestri Mirsadi da sklopi  ugovor o snimanju svoj prvi album sa osamnaest godina 1969. godine i objavivši ga 1970. godine.
Sestre pevačice, Silvana i Mirsada, poginule su zajedno u saobraćajnoj nesreći 10. oktobra 1976. godine u blizini sela Kolari. U to vreme Mirsada, koja je delila dom sa Dinom, bila je u drugom tromesečju trudnoće.

## Karijera
Nakon smrti sestara, Dina je pristala da objavi album. U početku je oklevala da profesionalno peva, a na kraju je objavila tri ploče: 1978, 1979. i 1980. godine. Imala je veliki uspeh sa pesmom „Sudbina je tako htjela”. Zatim je napravila muzičku pauzu i sa suprugom pevačem, Žikom Nikolićem, dobila je dva sina, kojima je dala ime Silvano i Silvan. Njihovi sinovi Silvano i Silvan, nazvani po Dininoj pokojnoj sestri Silvani, takođe su pevači, iako Silvano više ne peva aktivno, dok Silvan još uvek nastupa.
Dina Bajraktarević se vratila muzici 1987. godine sa studijskim albumom „Dođi dragi, ne gubi vrijeme”. To je bilo njeno poslednje izdanje pre nego što se povukla iz muzike.

## Kasniji život
Tokom bosanskog rata devedesetih, Dina je zajedno sa suprugom, sinovima i majkom Hajrijom pobegla iz svoje kuće iz Doboja u Dansku. Majka Hajrija je doživjela 91 godinu, i umrla je 2008. godine. Pet godina nakon majčine smrti, Dinina najstarija sestra Ševka umrla je 30. septembra 2013. godine u Trebinju u 79. godini, ostavljajući Diniu poslednjom živom od ženske dece Bajraktarevića.

## Diskografija
Tokom svoje kratke karijere, Bajraktarevićeva je objavila tri produžene ploče i jedan studijski album:
| Pesme | Datumi objavljivanja |
| --- | -------------------- |
| Ja na tugu nemam prava / Sudbina je tako htjela | 1978.                |
| Ti nikada nisi bio sam / Srce si mi zapalio | 1979.                |
| Neću laži, hoću istinu 1. Neću laži, hoću istinu 2. Ubrala sam jabuku rumenu | 1980.                |
| Dođi dragi ne dangubi 1. Prva žena u haremu 2. Dođi dragi ne dangubi 3. Ako se nekada rodiš 4. Moj Bosanac 5. Kaži meni sagapo 6. Adam i Eva 7. Lelo, dođi na poselo 8. Voljeni čuj | 1987.                |

## Spoljašnje veze
- Dina Bajraktarević на веб-сајту  (језик: енглески)
- Dina Bajraktarević Nikolić на веб-сајту